# Tyrrenörn
Tyrrenörn (Aquila nipaloides) är en förhistorisk utdöd fågel i familjen hökar inom ordningen hökfåglar. Den beskrevs 2005 utifrån subfossila lämningar funna på Korsika och Sardinien. Dess vetenskapliga namn nipaloides syftar på dess nära släktskap med stäppörnen (Aquila nipalensis).